# Ronde van Italië 2010/Achtste etappe
De achtste etappe van de Ronde van Italië 2010 werd op 16 mei 2010 verreden. Een bergachtige rit van 189 km van Chianciano Terme naar Monte Terminillo.

## Verslag
In deze eerste bergrit reden 17 renners voorop. De bekendsten waren de Nederlanders Steven Kruijswijk en Addy Engels, de Fransmannen David Moncoutié en Thomas Voeckler, de Deen Chris Anker Sørensen, de Zwitser Johann Tschopp, de Brit Steven Cummings en de Colombiaan Rigoberto Urán. Na pech voor Jackson Rodríguez bleven er nog 16 over aan de voet van de slotklim van 16 km, met een voorsprong van om en bij de 2 minuten. Ondertussen was Charles Wegelius weggereden uit het peloton, en begon een voor een de gelosten uit de uiteenspattende kopgroep, op te rapen. Op 8 km van de top zijn er nog twee leiders, Sørensen en Simone Stortoni. Jevgeni Petrov en Moncoutié volgen op korte afstand. Het peloton, waar niemand al durft aan te vallen volgt daar op 1'50". Met nog 5 km voor de boeg laat Sørensen zijn medeleider Stortoni achter, en gaat alleen op zoek naar de ritoverwinning. De eerste die aanvalt in het peloton is Michele Scarponi, onmiddellijk gevolgd door o.a. Ivan Basso, Damiano Cunego, Aleksandr Vinokoerov, Cadel Evans, Vincenzo Nibali en Stefano Garzelli en Bauke Mollema. De grootste afwezige is Carlos Sastre, die 2 minuten verliest. Ook Cunego probeerde even, maar niemand geraakt weg. Na nog een prik van Cunego onder de boog van de 3 km blijven ze nog met 8 over, op 1'25" van Sørensen, maar het groepje dikt terug aan met overgebleven vluchters, en renners die terugkomen uit de achtergrond. Veel verandert er niet meer, Sørensen wint, en houdt uiteindelijk nog een halve minuut over op de tweede, Stortoni. In het peloton wint Cunego de spurt voor de 6e plaats

## Uitslagen
| Uitslag etappe | Uitslag etappe       | Uitslag etappe | Uitslag etappe |
| rang           | renner               | land           | tijd           |
| -------------- | -------------------- | -------------- | -------------- |
| 1              | Chris Anker Sørensen | DEN            | 4u50'48"       |
| 2              | Simone Stortoni      | ITA            | +30"           |
| 3              | Xavier Tondó         | ESP            | +37"           |
| 4              | Jevgeni Petrov       | RUS            | +48"           |
| 5              | John Gadret          | FRA            | +55"           |
| 6              | Damiano Cunego       | ITA            | +56"           |
| 7              | Stefano Garzelli     | ITA            | z.t.           |
| 8              | Aleksandr Vinokoerov | KAZ            | z.t.           |
| 9              | Cadel Evans          | AUS            | z.t.           |
| 10             | Ivan Basso           | ITA            | z.t.           |

| Algemeen klassement | Algemeen klassement  | Algemeen klassement | Algemeen klassement              | Algemeen klassement |
| rang                | renner               | land                | ploeg                            | tijd                |
| ------------------- | -------------------- | ------------------- | -------------------------------- | ------------------- |
|                     | Aleksandr Vinokoerov | KAZ                 | Astana                           | 29u01'26"           |
| 2                   | Cadel Evans          | AUS                 | BMC Racing Team                  | +1'12"              |
| 3                   | Vincenzo Nibali      | ITA                 | Liquigas-Doimo                   | +1'33"              |
| 4                   | Ivan Basso           | ITA                 | Liquigas-Doimo                   | +1'51"              |
| 5                   | Marco Pinotti        | ITA                 | Team HTC-Columbia                | +2'17"              |
| 6                   | Richie Porte         | AUS                 | Team Saxo Bank                   | +2'26"              |
| 7                   | Vladimir Karpets     | RUS                 | Team Katjoesja                   | +2'34"              |
| 8                   | Stefano Garzelli     | ITA                 | Acqua & Sapone                   | +2'47"              |
| 9                   | Damiano Cunego       | ITA                 | Lampre-Farnese Vini              | +3'08"              |
| 10                  | Michele Scarponi     | ITA                 | Diquigiovanni-Androni Giocattoli | +3'09"              |

## Nevenklassementen
| Puntenklassement | Puntenklassement     | Puntenklassement | Puntenklassement        | Puntenklassement |
| rang             | renner               | land             | ploeg                   | punten           |
| ---------------- | -------------------- | ---------------- | ----------------------- | ---------------- |
|                  | Cadel Evans          | AUS              | BMC Racing Team         | 48               |
| 2                | Aleksandr Vinokoerov | KAZ              | Astana                  | 47               |
| 3                | Tyler Farrar         | USA              | Team Garmin-Transitions | 43               |

| Bergklassement | Bergklassement       | Bergklassement | Bergklassement     | Bergklassement |
| rang           | renner               | land           | ploeg              | punten         |
| -------------- | -------------------- | -------------- | ------------------ | -------------- |
|                | Matthew Lloyd        | AUS            | Omega Pharma-Lotto | 16             |
| 2              | Chris Anker Sørensen | DEN            | Team Saxo Bank     | 15             |
| 3              | Paul Voss            | GER            | Team Milram        | 10             |

| Jongerenklassement | Jongerenklassement | Jongerenklassement | Jongerenklassement | Jongerenklassement |
| rang               | renner             | land               | ploeg              | tijd               |
| ------------------ | ------------------ | ------------------ | ------------------ | ------------------ |
|                    | Richie Porte       | AUS                | Team Saxo Bank     | 29u03'52"          |
| 2                  | Robert Kišerlovski | CRO                | Liquigas-Doimo     | +1'59"             |
| 3                  | Valerio Agnoli     | ITA                | Liquigas-Doimo     | +2'16"             |

| Ploegenklassement | Ploegenklassement | Ploegenklassement | Ploegenklassement | Ploegenklassement |
| rang              | ploeg             | land              | tijd              |                   |
| ----------------- | ----------------- | ----------------- | ----------------- | ----------------- |
|                   | Liquigas-Doimo    | ITA               | 85u57'39"         |                   |
| 2                 | Team Saxo Bank    | DEN               | +3'00"            |                   |
| 3                 | Rabobank          | NED               | +10'05"           |                   |

## Opgaves
- Andrea Masciarelli (Acqua & Sapone)
- Francesco Masciarelli (Acqua & Sapone)
- Dmitri Kozontsjoek (Rabobank)
- Alessandro Petacchi (Lampre-Farnese Vini)
- John Murphy (BMC Racing Team)
- Sacha Modolo (Colnago-CSF Inox)
- Anthony Charteau (Bbox Bouygues Télécom)

1e etappe ·
2e etappe ·
3e etappe ·
4e etappe ·
5e etappe ·
6e etappe ·
7e etappe ·
8e etappe ·
9e etappe ·
10e etappe ·
11e etappe ·
12e etappe ·
13e etappe ·
14e etappe ·
15e etappe ·
16e etappe ·
17e etappe ·
18e etappe ·
19e etappe ·
20e etappe ·
21e etappe
Startlijst · Eindstanden · Afbeeldingen